# Mirko Boland
Mirko Boland (Wesel, 23 aprile 1987) è un calciatore tedesco, centrocampista del Todesfelde.

## Carriera
Con l'Eintracht Braunschweig ha ottenuto la promozione dalla terza alla prima serie, esordendo in Bundesliga nella stagione 2013-2014.

## Palmarès

### Competizioni nazionali
- 3. Liga: 1

Eintracht Braunschweig: 2010-2011
- FFA Cup: 2

Adelaide United: 2018, 2019